# Prasinocyma triglena
Prasinocyma triglena är en fjärilsart som beskrevs av Louis Beethoven Prout 1930. Prasinocyma triglena ingår i släktet Prasinocyma och familjen mätare. Inga underarter finns listade i Catalogue of Life.